# Zarąbki
Zarąbki – część wsi Śliwnica w Polsce położona w województwie podkarpackim, w powiecie przemyskim, w gminie Dubiecko, w sołectwie Śliwnica.
W latach 1975–1998 miejscowość była położona w województwie przemyskim.
Zarąbki posiadają 12 domów, i są położone przy drodze z Nienadowej do Huciska Nienadomskiego.